# Bobby Riggs
Robert Larimore "Bobby" Riggs (25 de febrero de 1918-25 de octubre de 1995) fue un jugador de tenis estadounidense. Fue el jugador amateur número 1 del mundo en 1939 y el profesional número 1 del mundo en los años 1946 y 1947. 
En 1939, como aficionado, Riggs ganó el título de individuales en Wimbledon, el Campeonato Nacional de Estados Unidos (actualmente el Abierto de Estados Unidos) y fue subcampeón en el Campeonato de Francia. En ese mismo año, en el Campeonato de Wimbledon, también ganó los dobles masculinos y los dobles mixtos. Volvió a ser campeón de Estados Unidos en 1941, después de haber sido segundo el año anterior.
Es también recordado por jugar en las denominadas Batallas de los sexos, una serie de partidos realizados entre jugadores de distinto género. Bobby Riggs, de 55 años y retirado desde hacía 20 años, desafió a la tenista australiana Margaret Court y a la estadounidense Billie Jean King, ambas 20 años menores que el y en activo, venciendo a la primera y perdiendo contra la última, respectivamente.

## Torneos de Grand Slam

### Finalista Individuales (2)
| Año  | Torneo                            | Oponente en la final | Resultado           |
| 1939 | Campeonato Francés                | Don McNeill          | 5-7 0-6 3-6         |
| 1940 | US National Singles Championships | Don McNeill          | 6-4 8-6 3-6 3-6 5-7 |

### Campeón Dobles (1)
| Año  | Torneo    | Pareja       | Oponentes en la final    | Resultado       |
| 1939 | Wimbledon | Elwood Cooke | Charles Hare Frank Wilde | 6-3 3-6 6-3 9-7 |